# Quercus pastorensis
Quercus pastorensis är en bokväxtart som beskrevs av Cornelius Herman Müller. Quercus pastorensis ingår i släktet ekar, och familjen bokväxter. Inga underarter finns listade.